# Rotuma
Rotuma (/roʊˈtuːmə/) es un archipiélago, clasificado administrativamente como una dependencia especial de Fiyi, en Oceanía, formado por la isla volcánica de Rotuma y las pequeñas islas de Hatana, Hạf Liua, Solkope, Solnoho y Uea. Rotuma es una dependencia especial de la División Este de las Islas Fiyi, y constituye la entidad con mayor autonomía de una subdivisión en Fiyi debido a que sus habitantes tienen una cultura parecida a la de las islas polinesias del este como Tonga o Samoa y una lengua propia: el rotuman o rutuman. 
Las islas del archipiélago son montañosas, cubiertas de vegetación y con abundantes precipitaciones. Están situadas aproximadamente a 465 km al norte de Fiyi. La isla de Rotuma mide 13 km de largo y 4 km de ancho, con un área de 43 km². Según el censo de 1996, su población era de 2.810 habitantes. Debido a su tradicionalismo sus habitantes se oponen a la llegada del turismo. Se practica agricultura de subsistencia. La copra representa la mayor producción de la isla. Ahau es la capital y Motusa la principal ciudad. Fue descubierta por un capitán de marina británico Edward Edwards en 1791 y anexionada por Gran Bretaña en 1881.

## Historia

### Orígenes
La historia oral de Rotuma indica que los primeros habitantes de la isla vinieron desde Samoa guiados por un hombre llamado Raho. Poco después otros colonos llegaron desde Tonga. Más tarde, más colonos llegaron de esta última y Kiribati. Entre 1850 y 1870, el príncipe tongano Ma’afu reclamó Rotuma y mandó subordinados para administrar la isla principal y sus islotes.
Ratzel escribió sobre una leyenda relacionada con los samoanos y Rotuma:

“Así los samoanos relatan que uno de sus jefes llegó a Rotuma y plantó cocos allí. Pero en una migración posterior el jefe Tukunua vino con la canoa llena de hombres y discutió con él sobre el derecho previo de posesión.”

### Contacto europeo
El primer avistamiento europeo conocido de Rotuma tuvo lugar en 1791, cuando el capitán Edward Edwards y su tripulación del HMS Pandora llegaron en busca de marineros que habían desaparecido siguiendo el motín del Bounty. Hay varias discusiones sobre si la isla descubierta por de Quiros conocida como Tuamaco se ajusta a la descripción y localización de Rotuma, pero hasta ahora ninguna reclamación ha sido plenamente justificada.

### Mediados delsigloXIX
La favorita de los barcos balleneros necesitados de provisiones a mediados del siglo XIX, Rotuma se convirtió en el refugio de los amotinados, algunos de los cuales eran convictos. Algunos de estos desertores se casaron con las mujeres locales y contribuyeron genéticamente a la mancomunidad heterogénea; otros tuvieron un final violento, muriendo a manos de otros. Rotuma fue visitada como parte de la Expedición Wilkes en 1840.

### Cesión a Gran Bretaña
Misioneros wesleyanos de Tonga llegaron a Rotuma en 1842, seguidos por los católicos maristas en 1847. Los conflictos entre estos dos grupos, impulsados por rivalidades políticas previas entre los jefes de los siete distritos de Rotuma, dieron lugar a hostilidades que llevaron a los jefes locales a pedir a Gran Bretaña que anexionara la isla. El 13 de mayo de 1881, un aniversario celebrado actualmente como el Día de Rotuma, Rotuma fue cedida oficialmente al Reino Unido siete años después de que Fiyi se convirtiera en colonia.